# The Singing Club
 (janvier 2025).
Si vous disposez d'ouvrages ou d'articles de référence ou si vous connaissez des sites web de qualité traitant du thème abordé ici, merci de compléter l'article en donnant les références utiles à sa vérifiabilité et en les liant à la section « Notes et références ».
Pour plus de détails, voir Fiche technique et Distribution.
The Singing Club (Military Wives) est un film britannique réalisé par Peter Cattaneo, sorti en 2019.

## Synopsis
Angleterre, 2011. Sur la base militaire (fictive) de Flitcroft (Yorkshire), une petite ville de province, la plupart des soldats sont déployés en Afghanistan. Leurs épouses se retrouvent seules à la maison, et pour certaines seules à élever leurs enfants, dans une ville de garnison morose où il n'y aucune distraction. Elles vivent chaque jour dans l'angoisse que l'être cher soit tué ou blessé. Kate Barclay (Kristin Scott Thomas), l'épouse du colonel commandant le régiment, leur propose de former une chorale pour se changer les idées. Elle-même a perdu son fils Jimmy, tué au combat, et son mari est gravement blessé après avoir sauté sur une mine. Lisa (Sharon Horgan) l'aide à encadrer la chorale. Oscillant entre répertoire classique (Ave Maria de Charles Gounod) et tubes de la musique pop (Time After Time de Cyndi Lauper), les choristes se perfectionnent et renforcent leurs liens personnels, se soutenant mutuellement pour faire face à leurs difficultés. Encouragée par la hiérarchie militaire, la chorale est sélectionnée pour participer à un concert au Royal Albert Hall en l'honneur des soldats britanniques tombés au combat dans les conflits passés et présents. Lorsqu'une choriste apprend que son mari a été tué en Afghanistan, tous leurs projets semblent s'effondrer. Mais les femmes de militaires, tirant leur force de leur solidarité, trouvent le courage d'aller jusqu'au bout de leur engagement. Pour ce concert qui bénéficie d'une diffusion nationale à la télévision, elles composent une chanson originale en juxtaposant des phrases extraites des lettres qu'elles échangent avec leurs maris. Surmontant leurs deuils et leurs divisions, elles participent au concert et c'est un triomphe. Elles rentrent chez elles, plus soudées que jamais, en ayant fait la paix avec elles-mêmes.

## Fiche technique
- Titre original : Military Wives
- Titre français : The Singing Club
- Réalisation : Peter Cattaneo
- Scénario : Rosanne Flynn et Rachel Tunnard
- Direction artistique : Alexandra Toomey
- Décors : Kate Guyan
- Costumes : Jill Taylor
- Photographie : Hubert Taczanowski
- Montage : Anne Sopel et Lesley Walker
- Musique : Lorne Balfe
- Pays d'origine : Royaume-Uni
- Format : Couleurs - 35 mm
- Genre : comédie dramatique, musical
- Durée : 112 minutes
- Dates de sortie :
  -  Canada : 6 septembre 2019 (Festival international du film de Toronto 2019)
  -  Royaume-Uni : 6 mars 2020
  -  États-Unis : 22 mai 2020 (en vidéo à la demande)
  -  France : 9 décembre 2020 (Diffusion à la télévision sur Canal+), 4 mai 2021 (en vidéo)

## Distribution
- Kristin Scott Thomas (VF : Danièle Douet) : Kate
- Sharon Horgan (VF : Laura Blanc) : Lisa
- Jason Flemyng : Crooks
- Greg Wise : Richard
- Emma Lowndes : Annie
- Gaby French (VF : Marie Nédélec) : Jess
- Lara Rossi : Ruby
- Amy James-Kelly (en) (VF : Chloé Berthier) : Sarah
- India Amarteifio (VF : Laurie Sanial) : Frankie
- Laura Checkley (VF : Isabelle Sempéré) : Maz
- Sophie Dix : Beatrice
- Beverly Longhurst : Hilary

## Production
En septembre 2018, il a été annoncé que Kristin Scott Thomas et Sharon Horgan avaient rejoint le casting du film, avec Peter Cattaneo à la réalisation, à partir d'un scénario de Rosanne Flynn et Rachel Tunnard, et Lionsgate à la distribution du film au Royaume-Uni.

## Accueil

### Sortie
Le film est sorti au Canada lors du festival international du film de Toronto le 6 septembre 2019. Peu de temps après, Bleecker Street a acquis les droits de distribution américains du film. Il est sorti au Royaume-Uni le 6 mars 2020 et sa sortie était initialement prévue aux États-Unis le 27 mars. Cependant, en raison de la pandémie du COVID-19, elle a été décalée au 22 mai 2020. De plus le film sera diffusé en vidéo à la demande au lieu d'une sortie en salles de cinéma.
En France, il devait y avoir une sortie en salle au 4 novembre 2020. En raison de la fermeture des salles de cinémas annoncé par le gouvernement, le film est finalement diffusé le 9 décembre 2020 sur Canal+.

### Critique
Sur le site agrégateur Rotten Tomatoes, le film détient un taux d'approbation de 76%, basé sur 118 critiques, avec une note moyenne de 6,27 / 10. Le consensus des critiques du site se lit comme suit : "Comme une chanson préférée que vous connaissez par cœur, Military Wives offre peu de surprises - mais ses plaisirs ne sont pas moins redoutables par leur familiarité." Sur Metacritic, le film a un score moyen pondéré de 55 sur 100, sur la base de 22 critiques, indiquant "des avis mitigés ou moyens".
The Guardian a appelé cela un « drame comique qui plaira au grand public » qui « coche toutes les bonnes cases ».
En France, le film reçoit des critiques plutôt positives. Sur Allociné, il reçoit 3,2/5 selon la presse. Sur Senscritique, il reçoit 5,9/10.

## Distinctions

### Sélections
- Festival international du film de Toronto 2019 : sélection en section Special Presentations
- Festival du film de Cabourg 2020 : sélection en compétition officielle